# Funiculina armata
Funiculina armata is een Pennatulaceasoort uit de familie van de Funiculinidae. De wetenschappelijke naam van de soort is voor het eerst geldig gepubliceerd in 1879 door Verrill.